# رقص‌های فولکلور آشوری
پایکوبی‌ها یا رقص‌های بومی آشوری مجموعه ای از پایکوبی‌هایی است که در سراسر جهان توسط آشوری‌ها و بیشتر در مواردی مانند عروسی، مهمانی‌ها و دیگر برنامه‌های شاد اجرا می‌شود.
بیشتر پایکوبی‌های بومی آشوری رقص‌های دایره است که به صورت یک خط، که ممکن است مستقیم، منحنی یا هر دو باشد، اجرا می‌شوند. در بیشتر رقص‌ها تعداد پایکوبان می‌تواند تا هر اندازه بالا برود که رقص سابره از این نظر مستثنی است و حداکثر سه نفر می‌توانند در آن شرکت کنند. رقص‌های آشوری بسته به روحیه و تندای آهنگ از آرام تا تند متفاوت هستند.
پایکوبی‌های بومی آشوری به پنج کسر میزان بخش‌بندی می‌شوند: ۲
۴ (۱۰ رقص)، ۴
۴ (۶ رقص)، ۶
۸ (۱۳ رقص)، ۹
۸ (۱ رقص)، ۱۰
۸ (۱ رقص). تندای رقص‌ها معمولاً از آهسته (۷۰ ضربه در دقیقه) تا بسیار تند(۱۴۰ ضربان) متغیر است.

## شیوه

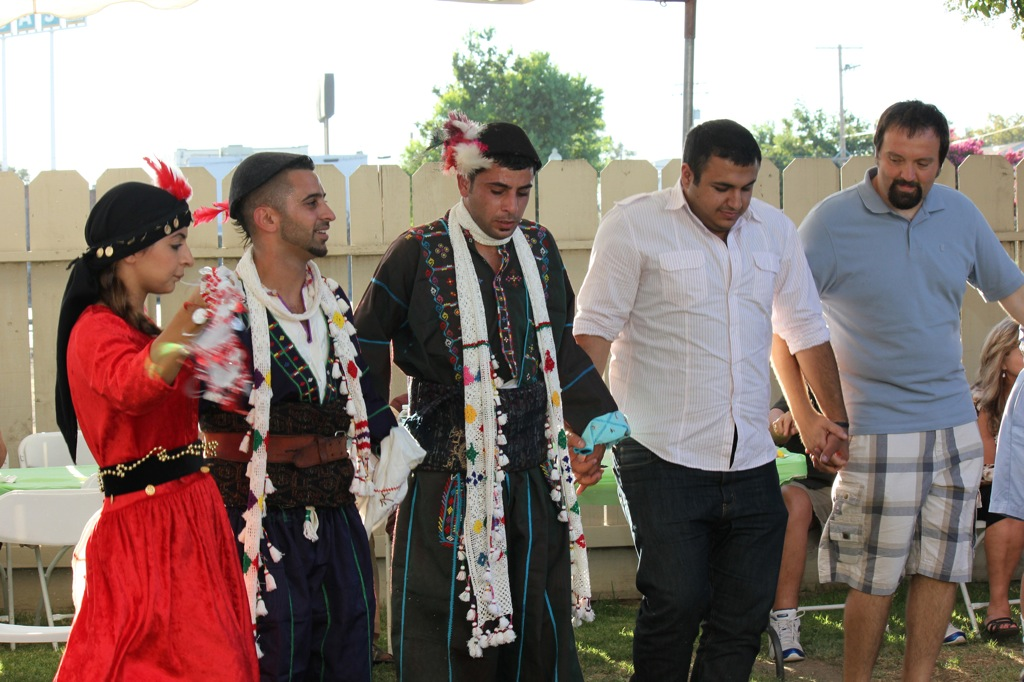
لباس رقص ممکن است در رقص بومی پوشیده شود.

همه پایکوبی‌های آشوری، به استثنای رقص سابره، در یک دایره به هم پیوسته انجام می‌شود.
در رقص آشوری تنها پنج روش برای حرکت بدن وجود دارد که شامل گام برداشتن، جهش، دویدن، پله و پرش می‌شود. از پاها نیز برای ضربه زدن، گام برداشتن و لگد زدن استفاده می‌شود. بازوها بیشتر آزاد از پاها حرکت می‌کنند.
در بسیاری از رقص‌ها، تنه به همراه شانه‌ها و بازوها به صورت موزون بالا و پایین می‌رود. خم شدن زانو، چمباتمه و کشیدگی از حرکاتی است که بسیار در رقص آشوری استفاده می‌شود.
پایکوبان به شکل‌های گوناگون به هم می‌پیوندند؛ که شامل دست در دست، دست به شانه و دست به کمر می‌شود که برجسته‌ترین آن دست در دست است. شکل دست در دست شامل سه حالت رایج است: "W" , "V" و "T". رایج‌ترین این شکل‌ها "W" است که بازوها به حالت "W" بلند می‌شوند. در شکل "T" دستها روی شانه‌های دیگر شرکت کنندگان قرار می‌گیرد.

## گونه‌ها

### پایکوبی‌های تند
- سیسکانی (Siskany) : در رقص سیسکانی شرکت‌کنندگان بدن خود را با انرژی زیاد تکان می‌دهند ودر این کار تأکید زیادی بر روی پاها و شانه‌ها دارند. ضرب‌آهنگ این پایکوبی با موسیقی رقص الکترونیکی و رقص پاپ که در موسیقی غربی وجود دارد، همخوانی دارد. روش رقص شبیه روش پایکوبی خیگا است که البته تندتر است. این پایکوبی بیشتر توسط آشوری‌های عراق انجام می‌شود و نخستین بار توسط مسیحیان کلدانی آغاز شده‌است. ضرب موسیقی آن ۴
۴ و تندای آن میان ۱۲۰–۱۳۵ دور بر دقیقه (bpm) است.
- گوباره (Gubbare) : این پایکیوبی بیشتر در پایان یک مهمانی انجام می‌شود. موسیقی آن تند و پر جنب و جوش است و به جیگ ایرلندی می‌ماند. موسیقی این رقص بیشتر در کلید اصلی نواخته می‌شود. انگشتان کوچک دست نقطه پیوند پایکوبان است و رقصندگان بارها و بارها در دایره به پیش و پس می‌روند. گوباره در ضرب ۴
۴ و با تندا ۱۲۵–۱۳۵ دور بر دقیقه نواخته می‌شود.
- بابلاکا (Bablaka) : این رقص تند است و انگشتان کوچک رقصنده‌ها به هم گره خورده‌اند و دست‌ها و بازوهایشان با انرژی و پی‌در پی بالا و پایین می‌رود.[۶] اما بر خلاف گوباره ، رقصندگان به جلو و عقب حرکت نمی‌کند و ایستایی بیشتری داردند. جنبش در بابالاکا به شدت متمرکز بر بازوها، شانه‌ها و دست‌ها است. همچنین پایکوبان ممکن است به‌طور ضربی زانوها را خم کنند.
- بلاتی (Belaty): این رقص با ضرب عربی و با سرعت متوسط (شبیه موسیقی رقص شکم ) همراه است. رقصنده‌ها به شکل دایره‌وار به هم می‌پیوندند و اندکی حرکت جهشی دارند، پاها را بلند می‌کنند و آنها را به طرفین هوا می‌کوبند که این حرکت بارها تکرار می‌شود. یک نمونه از آهنگ‌های برجسته این پایکوبی Ahela Yoni از آشور بیت سرگیس است.
- تولاما (Tolama): رقصی پر جنب و جوش و پرانرژی است که در آن شرکت کنندگان پیوسته به هوا می‌پرند و در حالی که تنه خود را به پیش و پس حرکت می‌دهند، پاها را پی‌درپی در هوا لگد می‌زنند (شبیه به بلاتک و گاباره). این پایکوبی مانند گوباره معمول نیست. آهنگ برجسته این پایکوبی Shoshonla از شمریم اورشان است.
- رقص شمشیر (Sabre dance): پایکوبی انفرادی است که معمولاً یک تا سه شرکت کننده در آن هستند. با آغاز پایکوبی، دارنده شمشیر به تنهایی می‌رقصد و شمشیر خود را تکان می‌دهد و سپر خود را نگه می‌دارد (داشتن سپر اختیاری است). این پایکوبی نشان نمادینی از رفتن عروس به پیش داماد و خانواده اش است و در عروسی‌ها توسط نزدیک‌ترین آشنایان مرد انجام می‌شود. ضرب آن ۶
۸ است.[۷]

### پایکوبی‌های ملایم

جوانان آشوری با لباس بومی کدر حال پایکوبی خیگا.

- خیگا (Khigga): خیگا ساده‌ترین و رایج‌ترین ضرب رقص در موسیقی آشوری است. پایکوبان در حالی که دستها را به شکل خطی یا دایره‌ای گرفته‌اند به آرامی یک پا را به جلو و عقب تکان می‌دهند و اینکار را سپس با پای بعدی تکرار می‌کنند. این رقص نخستین رقصی است که در استقبال از عروس و داماد در تالار پذیرایی انجام شود. از آهنگ قابل توجه این پایکوبی مورالون از اوین آگاسی است. همچنین، اصطلاح خیگا نیز گاهی اوقات برای اشاره به همه رقصهای دایره‌ای آشوری نیز استفاده می‌شود. این پایکوبی بیشتر اوقات توسط آشوری‌های عراقی و ایرانی از راست به چپ رقصیده می‌شود. خیگا کسر زمان ۴
۴ دارد و با تندای متوسط بین ۱۰۵–۱۱۵ دور بر دقیقه نواخته می‌شود.
  - خیگای سنگین (خیگا یاقورا) : در واقع همان خیگا است امادر سرعت «سنگین‌تر» است که در آن شرکت کنندگان جنیش‌های پرشورتر و اغراق‌آمیزتر انجام می دهند و زانو هم خم می‌شود. این پایکوبی نباید با سیسکانی اشتباه گرفته شود، زیرا تندا و ضرب آن سریع‌تر است و در روش نیز متمایز است. آشوری‌های عراق و ایران این پایکوبی را از راست به چپ می‌رقصند و آشوریان سوریه از چپ به راست می‌رقصند. پیوند پایکوبان همیشه با دست انجام می‌شود. نمونه‌هایی از آهنگ‌هایی که دارای این ضرب آهنگ هستند، Zayno Mala از دیوید سیمون است.
  - خیگای سوریه(Khigga'd Suria): توسط آشوریان سوریه انجام می‌شود و یک خیگای استاندارد است که با تندای سریع تر، بیشتر میان ۱۱۰–۱۲۰ دور بر دقیقه انجام می‌شود.
- تامزارا (Tanzara): بر پایه افسانه‌ها این پایکوبی توسط آشوریان باستان و در هنگام تسخیر منطقه امپراطوری آشور و برای بزرگداشت خدای خوراک و گیاهان انجام شد. رقصنده‌ها با گرفتن دست در دایره یا خط به هم می‌پیوندند و با کمی خم کردن زانو به جلو و عقب می‌روند. ضرب این پایکوبی ۲
۴ و تندای آن ۱۱۵–۱۲۵ دور بر دقیقه است.
- کوچاری: ویژگی بارز این پایکوبی این است که شرکت کنندگان شانه به شانه می‌رقصند. در میان آشوریان سوریه رایج است و در میان دیگر آشوری‌ها بسیار نادر است.

### پایکوبی‌های آرام
- شیخانی : یکی از رقص‌های کهن، شیخانی آرام است که با اینکه پرش دارد اما کمی کندتر از خیگا است. حرکت اصلی دو گامی است. دو گام با پای راست شروع می‌شود (راست-چپ-راست) و سپس با پای چپ (چپ-راست-چپ) تکرار می‌شود. دستها به هم گره خورده‌اند و بازوی چپ از آرنج خم شده و به پشت فشار داده می‌شود. بازوی راست نیز به جلو و در پشت رقصنده بعدی قرار دارد. شیخانی ۴
۴ است و تندای ۹۰–۱۰۵ دور بر دقیقه است.
- باگیه: تکامل یافته شیخانی است. در باگیه پایکوبان به آرامی پشت رقصنده دیگر یا کنار او می‌چرخند و با آرامش هر دو پا را به هوا بلند می‌کنند، و دستان خود را به هوا بلند می‌کنند. پایکوبان به راست می‌چرخند و دستان آنها توسط انگشتان به یکدیگر متصل می‌شوند. باگیه سنگین تر از شیخانی است. یک نوع همگن از این رقص به نام پدا وجود دارد که با مجموعه آهنگ‌های ادوار موسی در سوریه محبوب شده‌است.
- جورجینا: رقصی است که از پایکوبی‌های کردی که آرام آرام انجام می‌شود و معمولاً با تصنیف‌های احساسی همراه است الهام گرفته شده‌است. موسیقی آن دارای عطر و طعم ترکی و کردی است. رقصندگان انگشت کوچک را گرفته و آنها را به صورت آهنگین حرکت می‌دهند (که شبیه بابلاکا است اما آرام‌تر از آن است). این پایکوبی در میان آشوریان کلدانی بیشتر دیده می‌شود. سرعت آن در حدود ۷۰ دور بر دقیقه است.
- چوبی: رقص دایره ای نوین که در موسیقی عراق یافت می‌شود. آشوری‌های عراق در آن شرکت می‌کنند. این رقص شبیه خیگا است، اما ارتفاع پا و تاب خوردگی آن بارزتر است که رقصیدن را دشوارتر می‌کند. ترانه‌ها ممکن است به زبان عربی عراقی باشد، اما چند آهنگ آشوری مانند Teela Teela از اوین آگاسی نیز این ریتم را دارند. سرعت آن در حدود ۹۵–۱۰۰ است.[۸]
- آرابانو: رقص دایره ای آهسته که رقصنده‌ها با انگشت کوچک هم را گرفته‌اند ودایره وار به دور خود می‌چرخند.
- آزیا تاما: از نظر تندی مانند شیخانی است، اما تعداد قدم‌برداری‌ها بیشتر است.

## دیگر پایکوبی‌ها
این پایکوبی‌های آشوری به ندرت انجام می‌شوند، اما هنوز هم در برخی خانواده‌ها یا برای برخی رویدادهای خاص انجام می‌شود:
- اکمل
- آزرابوکه
- بتکارخان
- بیریو
- چالاخان
- دماله
- دیمدیما
- حریگوله
- هوبربان
- جانیمان
- مامر
- جانیمان

## نمونه‌ها

### آواها
گزیده‌های صوتی هر سبک رقص رایج آشوری:
- خیگا
- سیسکانی
- شیخانی
- باگیه نوین
- گوبرا
- جورجینا
- چوبی عراقی
- خیگای کهن
- شیخانی

### نماها
گزیده‌های ویدئویی از سبک‌های رقص آشوری رایج:
- خیگا
- شیخانی
- جنجالی
- بابلاکا
- جورجینا
- تمزارا
- تولاما
- آزیا تاما
- کوچاری